# Saint-Cirgues-de-Prades
Saint-Cirgues-de-Prades ist eine französische Gemeinde mit 140 Einwohnern (Stand 1. Januar 2022) im Département Ardèche in der Region Auvergne-Rhône-Alpes. Sie gehört zum Kanton Haute-Ardèche im Arrondissement Largentière.

## Geografie
Saint-Cirgues-de-Prades liegt am Fluss Salindre, einem rechten Nebenfluss des Galeizon und ist Teil des Regionalen Naturparks Monts d’Ardèche.

## Bevölkerung
| Jahr                       | 1962 | 1968 | 1975 | 1982 | 1990 | 1999 | 2008 |
| -------------------------- | ---- | ---- | ---- | ---- | ---- | ---- | ---- |
| Einwohner                  | 98   | 83   | 69   | 62   | 85   | 98   | 128  |
| Quellen: Cassini und INSEE |      |      |      |      |      |      |      |

## Sehenswürdigkeiten

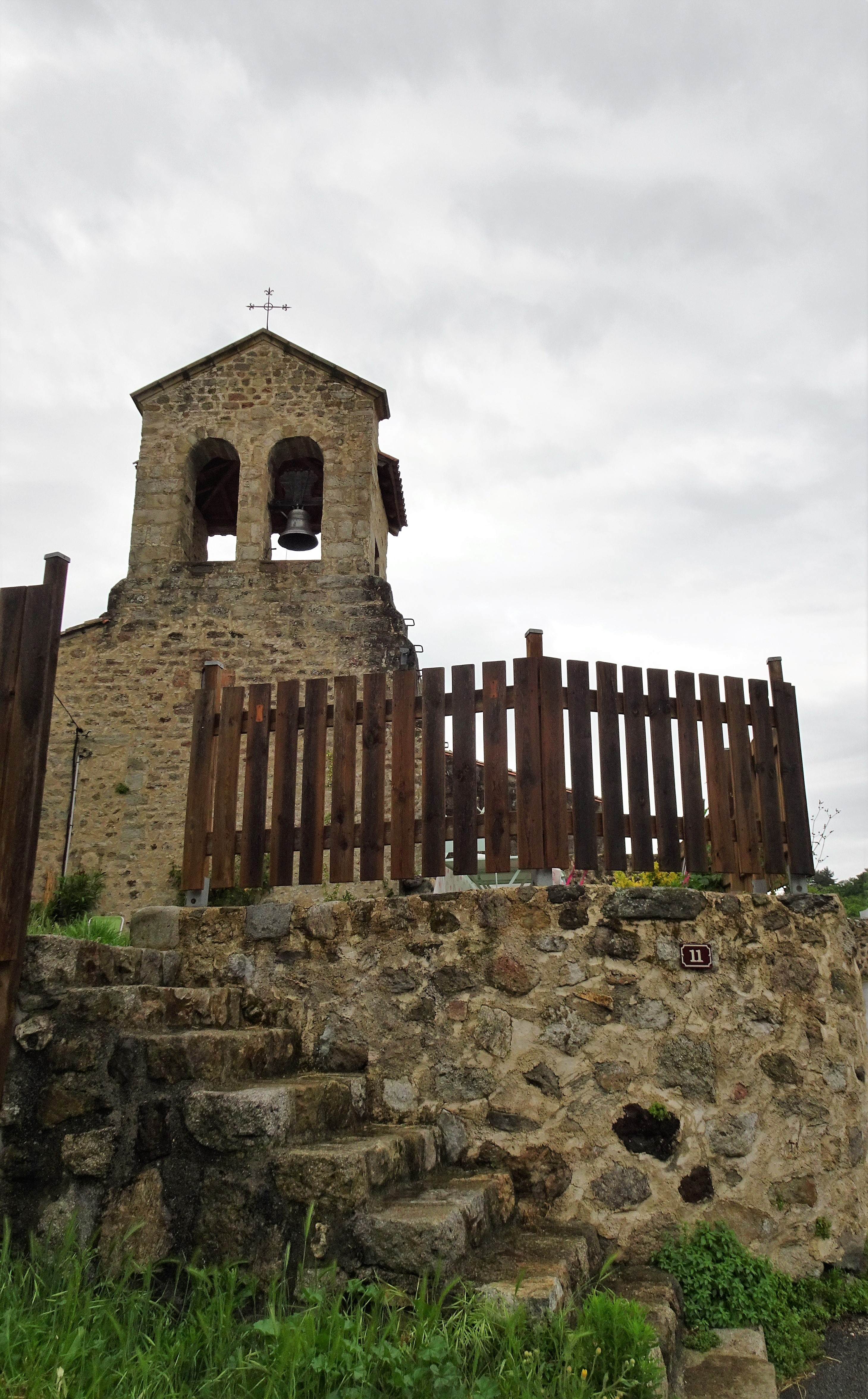
Kirche Saint-Cirgues

- Kirche Saint-Cirgues